# Данилівка (притока Берберихи)
Данилівка — річка в Україні у Фастівському районі Київської області. Ліва притока річки Берберихи (басейн Дніпра).

## Опис
Довжина річки приблизно 4,70 км, найкоротша відстань між витоком і гирлом — 3,75  км, коефіцієнт звивистості річки — 1,25 . Формується декількоми струмками та загатами.

## Розташування
Бере початок у селі Оленівка. Тече переважно на північний захід через село і на північно-східній стороні від села Велика Мотовилівка впадає у річку Беребериху, праву притоку річки Стугни.

## Цікаві факти
- На південно-східній стороні від витоку річки пролягає автошлях Р19[3] (автомобільний шлях регіонального значення на території України. Проходить територією Київської області через Фастів від автошляху Р04, перетинається з міжнародним автошляхом М05 E95 і національним Н01. Проходить через Митницю, Обухів. Закінчується у Ржищеві, приєднуючись до національного автошляху Н02. Загальна довжина — 94,1 км.).
- На річці існує два газгольдера та декілька газових свердловин[4].